# Barreiro de Besteiros
Barreiro de Besteiros ist ein Ort und eine ehemalige Gemeinde (Freguesia) im portugiesischen Kreis Tondela. Die Gemeinde hatte 981 Einwohner (Stand 30. Juni 2011).
Am 29. September 2013 wurden die Gemeinden Barreiro de Besteiros und Tourigo zur neuen Gemeinde União das Freguesias de Barreiro de Besteiros e Tourigo zusammengeschlossen. Barreiro de Besteiros ist Sitz dieser neu gebildeten Gemeinde.